# Debra Winger
Mary Debra Winger (Cleveland Heights, 16 de maig de 1955) és una actriu estatunidenca.

## Biografia
Va néixer a Cleveland Heights, a l'estat d'Ohio, amb el nom de Mary Debra Winger. El seu pare era distribuïdor de productes carnis. Als 16 anys, va abandonar l'escola i se'n va anar a Israel-Palestina, on va viure durant un temps en un kibbutz. De tornada als Estats Units, va estudiar criminologia i sociologia, però va deixar els estudis per treballar com a guia en un parc temàtic. Als 18 anys, va patir un greu accident, que la va obligar a estar-se al llit durant diversos mesos. Va ser aleshores, pensant en el seu futur, que va prendre la determinació de ser actriu.
Winger va ser conseqüent amb la seva decisió i va començar a treballar en anuncis de televisió per fer-se conèixer i va ser contractada per a una sèrie de televisió molt popular als Estats Units, amb la qual va tenir un notable èxit. A partir d'aleshores, ja va aconseguir papers en el cinema, encara que les primeres pel·lícules en què va intervenir no van cridar l'atenció. Tanmateix, el 1980, va ser seleccionada entre 200 candidates per al paper d'amiga de John Travolta en Urban cowboy, pel·lícula que va tenir molt d'èxit i que li va permetre demostrar els seus dots d'interpretació. Gràcies a això, va obtenir dos anys després el paper principal, al costat de Richard Gere, en la pel·lícula Oficial i cavaller, que va tenir un èxit fins i tot superior, i per la qual va aconseguir una nominació als Oscar com a millor actriu principal. Un any després, va intervenir en La força de la tendresa, al costat de Shirley MacLaine, i va tornar a ser nominada a un Oscar.
Després d'aquestes pel·lícules, Winger va fer saber als professionals del cinema que no estava interessada a actuar en pel·lícules comercials si no tenien un cert nivell de qualitat. Va preferir treballar menys i passar períodes més llargs entre pel·lícula i pel·lícula abans que participar en films de poc nivell. Tot i així, ha anat treballant regularment des d'aleshores, demostrant en cada ocasió que és una gran actriu, amb la versatilitat necessària per a actuar en papers molt diversos, entre els quals a The Ranch.
Winger va estar casada durant quatre anys amb l'actor Timothy Hutton. La parella va tenir un fill i es va divorciar el 1990. Uns anys més tard, Winger es va tornar a casar.

## Filmografia
- Slumber Party '57 (1976)
- Wonder Woman (sèrie TV) (3 episodis 1976-77)
- Gràcies a Déu, ja és divendres (Thank God It's Friday) (1978)
- The Warriors (No surt als crèdits) (1979)
- French Postcards (1979)
- Urban Cowboy (1980)
- Cannery Row (1982)
- Oficial i cavaller (An Officer and a Gentleman) (1982)
- La força de la tendresa (Terms of Endearment) (1983)
- Mike's Murder (1984)
- Legal Eagles (1986)
- Black Widow (1987)
- Made in Heaven (1987)
- El camí de la traïció (Betrayed) (1988)
- Everybody Wins (1990)
- The Sheltering Sky (1990)
- Leap of Faith (1992)
- Foc salvatge (Wilder Napalm) (1993)
- Shadowlands (1993)
- Una dona perillosa (A Dangerous Woman) (1993)
- Oblidar París (Forget Paris) (1995)
- Big Bad Love (2001)
- Radio (2003)
- Eulogy (2004)
- Sometimes in April (2005)
- El coratge de Dawn Anna (Dawn Anna) (2005)
- La boda de la Rachel (2008)

## Premis i nominacions

### Nominacions
- 1981: Globus d'Or a la nova estrella de l'any per Urban Cowboy
- 1981: Globus d'Or a la millor actriu secundària per Urban Cowboy
- 1981: BAFTA a la millor actriu nouvinguda per Urban Cowboy
- 1983: Oscar a la millor actriu per Oficial i cavaller
- 1983: Globus d'Or a la millor actriu dramàtica per Oficial i cavaller
- 1984: Oscar a la millor actriu per La força de la tendresa
- 1984: Globus d'Or a la millor actriu dramàtica per La força de la tendresa
- 1994: Oscar a la millor actriu per Shadowlands
- 1994: BAFTA a la millor actriu per Shadowlands
- 1994: Globus d'Or a la millor actriu dramàtica per A Dangerous Woman
- 2005: Primetime Emmy a la millor actriu en minisèrie o telefilm per Dawn Anna